# Sânmihaiu de Câmpie
Sânmihaiu de Câmpie là một xã thuộc hạt Bistrița-Năsăud, România. Dân số thời điểm năm 2002 là 1637 người.